# Джеймс, Брайан д’Арси
Брайан д’Арси Джеймс (англ. Brian d’Arcy James, род. 29 июня 1968, Сагино, США) — американский актёр театра, кино и телевидения.

## Карьера
Джеймс окончил Северо-Западный университет в Чикаго. Свои первые роли на Бродвее он исполнил в мюзиклах «Кровные братья» и «Карусель» в 1993—1994 годах. В 1997 году сыграл роль Фредерика Баррета в премьерном показе мюзикла «Титаник». В 2002 году получил свою первую номинацию на Тони за роль Сидни Фалько в мюзикле «Сладкий запах успеха». В 2006 году появился на сцене театра Лицеум в роли Брендана в бродвейской премьере пьесы Мартина Макдонаха «Лейтенант с острова Инишмор». В 2008—2009 гг. воплотил на сцене образ зеленого великана Шрека в одноимённом мюзикле, за что получил свою вторую номинацию на Тони, премию Драма Деск и премию Сообщества критиков за выдающееся исполнение главной мужской роли в мюзикле. В 2013 году сыграл Банко в «Макбете», поставленном Джеком О’Брайеном в Линкольн-центре.
В январе-феврале 2015 года участвовал во внебродвейском прокате будущего хита «Гамильтон» в роли короля Георга III. С марта 2015 года играет роль Ника Основы в бродвейской премьере мюзикла «Что-то прогнило!», за который получил очередную номинацию на Тони и премию Драма Деск. Джеймс играл в мюзикле до мая 2016 года. В 2017 году на несколько месяцев вернулся к роли Георга III в бродвейском прокате «Гамильтона». В феврале 2019 года сменил Пэдди Консидайна в бродвейской версии «Паромщика» Джеза Баттеруорта в роли Куинна Карни, которую играл до закрытия спектакля в июле 2019 года.
Среди заметных появлений Джеймса на телевидении: Фрэнк Хьюстон в музыкальном телесериале NBS «Смэш», Энди Бейкер в телесериале «13 причин почему»; роли в фильмах «За пропастью во ржи», «Большая игра», «Человек на луне», «Люди Икс: Тёмный Феникс». Значительную известность актёру принесла роль Мэтта Кэррола, журналиста Boston Globe, в драме «В центре внимания», получившей «Оскар» и «Спутник» за лучший фильм, а также множество премий за лучший актёрский состав в игровом фильме. В 2020 году Джеймс появился в новой экранизации мюзикла «Вестсайдская история» в роли сержанта Крапке.

## Избранная фильмография
| Год       |    | Русское название                | Оригинальное название                               | Роль             |
| --------- | -- | ------------------------------- | --------------------------------------------------- | ---------------- |
| 2008      | ф  | Город призраков                 | Ghost Town                                          | Эдди             |
| 2012      | тф | Игра изменилась                 | Game Change                                         | Тед Фрэнк        |
| 2012—2013 | с  | Смэш                            | Smash                                               | Фрэнк Хьюстон    |
| 2013      | ф  | Экзамен для двоих               | Admission                                           | Билли Флинн      |
| 2014      | ф  | Перерыв на бездумье             | Time Out of Mind                                    | Марк             |
| 2015      | ф  | В центре внимания               | Spotlight                                           | Мэтт Кэрролл     |
| 2015      | ф  | Сёстры                          | Sisters                                             | Джерри           |
| 2017      | ф  | За пропастью во ржи             | Rebel in the Rye                                    | Жиру             |
| 2017      | ф  | Большая игра                    | Molly's Game                                        | Брэд             |
| 2017      | ф  | Уотергейт: Крушение Белого дома | Mark Felt: The Man Who Brought Down the White House | Роберт Кункел    |
| 2017      | ф  | 1922                            | 1922                                                | шериф Джонс      |
| 2017—2018 | с  | 13 причин почему                | 13 Reasons Why                                      | Энди Бэйкер      |
| 2018      | ф  | Все эти маленькие моменты       | All These Small Moments                             | Том Шеффилд      |
| 2018      | ф  | Человек на Луне                 | First Man                                           | Джозеф А. Уокер  |
| 2018      | ф  | Люди Икс: Тёмный Феникс         | Dark Phoenix                                        | президент США    |
| 2019      | ф  | Адская кухня                    | The Kitchen                                         | Джимми Бреннан   |
| 2019      | ф  | Скандал                         | Bombshell                                           | Брайан Уилсон    |
| 2020      | с  | Правило Коми                    | The Comey Rule                                      | Марк Ф. Джулиано |
| 2021—2022 | с  | Зло                             | Evil                                                | Виктор Леконт    |
| 2021      | ф  | Вестсайдская история            | West Side Story                                     | офицер Крапке    |
| 2023      | ф  | Иди ко мне, детка               | She Came to Me                                      | Трей             |